# Войт Руслана Дмитрівна
Русла́на Дми́трівна Войт (до шлюбу Ткач; англ. Ruslana Voyt; нар.13 лютого 1980, Семенівка) — українська бандуристка, співачка.

## Життєпис
Народилася 13 лютого 1980 у селі Семенівка, Пустомитівського району на Львівщині.
Музичні здібності проявила в ранньому віці. Навчалась у Пустомитівській школі мистецтв (викладач Н. Фурман). Вже в юному віці стає лауреаткою численних обласних конкурсів. У 1995—1998 рр. навчання у Львівському державному музичному училищі ім. С. Людкевича (клас викладача Гальчак Г. І.).
Закінчила у 2003 р. Національну музичну академію України ім. П. І. Чайковського по класу бандури кафедри народних інструментів (клас викладача Гриньківа Р. Д..). Пройшла асистентуру-стажування при кафедрі народних інструментів НМАУ за спеціальністю бандура — 2006 р. (творчий керівник професор, народний артист України Баштан С. В.).
З 2002 року — артистка та солістка Національного оркестру народних інструментів України.
Численні сольні гастролі та виступи в Польщі (1992 р., 1996 р., 1997 р., 1998 р.), Росії (2002 р.), Канаді (2006 р.), Грузії (2006 р.) та Угорщині (2010 р.) також з оркестром НАОНІ.

## Міжнародні та обласні конкурси
- Лауреатка обласного конкурсу «Таланти твої, Україно» у номінації солістів-вокалістів (м. Львів, 1994 рік).
- У 1997 р. — Лауреатка обласного огляду-конкурсу «Український солоспів» (Диплом Першого ступеня).
- Лауреатка (II премія, м. Харків 2001 р.) Міжнародного конкурсу виконавців на народних інструментах ім. Г. Хоткевича
- ПЕРМОЖЕЦЬ (І премія, м. Харків 2004 р.) Міжнародного конкурсу виконавців на народних інструментах ім. Г. Хоткевича — найпрестижнішого бандурного змаганням в Україні.

## Участь у міжнародних та всеукраїнських фестивалях
- 1996, 1997, 1998 Польща — Ждиня, Лемківска Ватра [Архівовано 5 грудня 2006 у Wayback Machine.];
- 1998 Польща — Зиндранова, Од Русаля до Яна [1]
- 2006 Канада — DAUPHIN, MANITOBA Canada's National Ukrainian Festival;
- 2006 Канада — Торонто, Онтаріо The Bloor West Village Ukrainian Festival;
- 2008 Україна — Київ, Всеукраїнський фестиваль бандурного мистецтва імені Остапа Вересая [Архівовано 25 листопада 2010 у Wayback Machine.];

## Видані записи
Вишиванка 2006, CD
Цей диск представляє вокально-інструментальний аудіоальбом Руслани Войт. Перше сольне видання бандуристки, співачки з суто українською музикою містить дев'ять вокальних творів у власному супроводі та один інструментальний твір. Представлено твори української класики, популярні та народні пісні. VoRuV (Canada—Ukraine) 2006.

## Концертний репертуар
Твори для бандури соло у супроводі симфонічого оркестру та оркестру народних інструментів:
- М. Дремлюга «Концерт» /у 2-ох частинах/;
- Я. Лапинський «Концерт» /одночастинний/;
- А. Гайденко «Перебендя» (Концерт) /одночастинний/;
- І. Гайденко «Харківський» (Концерт) /одночастинний/;

Твори для бандури соло:
Вокально-інструментальні твори:
- Є. Станкович «ПІСНЯ» з Панахиди за померлими з голоду /камерна версія для бандуристки-співачки та скрипкового альта/;

Українські народні пісні:
1. ↑  Од Русаля до Яна [Архівовано 28 вересня 2007 у Wayback Machine.]